# Jørgen Friis (död 1616)
Jørgen Friis (födelseår okänt, död 1616 i Skørping var en dansk adelsman och norsk riksståthållare.
Friis tillhörde en gammal dansk högadelssläkt. Eftersom hans första (av tre) äktenskap ingicks 1573 antas det att han var född cirka 1550-1553. Hans karriär började 1576 då han ledsagade kungen vid fälttåget i Mecklenburg. 1578 blev han hovjunkare, därefter ägde han en rad olika län i Danmark innan han 1595 blev landsdomare i Nordjylland. 1596 blev han medlem av riksrådet i Danmark.
1601 blev han ståthållare i Norge och länsherre i Akershus. Hans viktigaste insats som ståthållare var arbetet med att samla ihop och redigera Christian IVs Norske Lov, som trycktes 1604 och trädde i kraft 1605.
Efter tiden i Norge reste Friis tillbaka till Danmark, och blev länsherre över Seilstrup län. Hans son, Christian Friis (1581-1639) var dansk kansler 1616-1639 och länsherre över Munkeliv klosters län 1626.